# ما حدث قد حدث
ما حدث قد حدث أو ما تم قد تم (بالإنجليزية: What's done is done)‏ عبارة إنجليزية. العبارة تستخدم كلمة تم (بالإنجليزية: done)‏ بمعنى «انتهى» أو «مستقر»، الاستخدام الذي يعود إلى النصف الأول من القرن الخامس عشر.